# Le Temps d'Anaïs
Le Temps d'Anaïs est un roman policier de Georges Simenon, publié en 1951 aux Presses de la Cité.
Simenon écrit ce roman en novembre 1950 à Shadow Rock Farm, Lakeville (Connecticut), États-Unis.

## Résumé
Albert Bauche, en panne dans la forêt d'Orléans, téléphone à la gendarmerie, s'accuse d'un meurtre et se constitue prisonnier. On apprend par les divers interrogatoires qu'il travaillait pour la victime, Serge Nicolas, mais Bauche ignorait que cet emploi lui avait été procuré par sa femme, qui est la maîtresse de Nicolas.  
Bauche n'établit aucun contact avec les enquêteurs et ses déclarations ne reflètent que sa vérité personnelle. Par contre, il se sent à l'aise quand il s'entretient avec le psychiatre, car celui-ci s'intéresse à l'évolution de ses pensées et insiste sur le côté sexuel du problème. Bauche est alors heureux de s'expliquer : Anaïs, fille facile de son village, a marqué sa sensibilité d'adolescent timide. Elle était comme un animal. Tous les hommes la troussaient sur la plage ou près du canal. Son père même, une fois... À son tour, il l'a connue, mais c'était comme pour se venger de quelque chose. 
Plus tard, lorsqu'il est venu à Paris pour trouver du travail, c'est encore l'image d'Anaïs qui lui a fait rechercher la compagnie de Fernande, une nymphomane, qui, depuis, est devenue sa femme. Il a conscience de lui être indispensable, car il est son confident et son soutien ; il l'aime, lui pardonne tout et il est même heureux avec elle. 
En revanche, la vie plus brillante que lui a procurée Nicolas ne lui plaît pas car, bien qu'il ait à présent confiance en lui-même, il ne supporte pas le mépris de cet être répugnant. À partir du jour où il a appris qu'il n'était que le prête-nom d'une société véreuse et qu'on le tenait pour un « imbécile prétentieux », il n'a pu en supporter davantage. Dès ce moment, il a su qu'il tuerait Nicolas, qui représente par ailleurs tout ce que lui-même ne sera jamais : un homme viril, qui a réussi. Bauche a hâte de discuter avec le psychiatre et décide de se faire considérer comme fou, pour le voir plus souvent. Sa folie est jugée réelle et on l'interne. Il est vrai que l'avocat Houard, ancien ami de son père, était intervenu dans ce but.

## Aspects particuliers du roman
Récit qui, dans sa plus grande partie, reconstitue le passé d’un homme, auteur d’un crime qu’il tenait pour fatal et nécessaire. Les dialogues prennent l’aspect d’abord de l’interrogatoire, ensuite de l’analyse psychologique ; ils éclairent le comportement d’un personnage hors de la normale, aspirant à échapper au sentiment d’humiliation qui a toujours conditionné sa médiocrité

## Fiche signalétique de l'ouvrage

### Cadre spatio-temporel

#### Espace
Ingrannes (Sologne) et Vitry-aux-Loges (Loiret), Orléans, Paris. Références à Montpellier, Nîmes et au Grau-du-Roi (Gard).

#### Temps
Époque contemporaine, autour de l'an 1936 (11+7 ans après l'armistice 1918).

### Les personnages

#### Personnage principal
Albert Bauche. Administrateur d’une société de cinéma. Marié depuis cinq ans. 27 ans.

#### Autres personnages
- Fernande Bauche, épouse d’Albert
- Serge Nicolas, employeur d’Albert.

## Éditions
- Prépublication en feuilleton dans le quotidien Le Populaire de Paris, du 19 février au 4 avril 1951, sous le titre L'auberge d'Ingrannes.
- Édition originale : Presses de la Cité, 1951
- Tout Simenon, tome 5, Omnibus, 2002  (ISBN 978-2-258-06046-3)
- Livre de Poche, n° 32021, 2010  (ISBN 978-2-253-13395-7)
- Romans durs, tome 8, Omnibus, 2013  (ISBN 978-2-258-09395-9)
- Romans durs, tome 8, Omnibus, 2023  (ISBN 978-2-258-20265-8)

## Adaptations
- 1987 : Le Temps d'Anaïs, épisode 1 de la série télévisée française L'Heure Simenon, adaptation signée Didier Cohen, avec Roger Souza

## Source
- Maurice Piron, Michel Lemoine, L'Univers de Simenon, guide des romans et nouvelles (1931-1972) de Georges Simenon, Presses de la Cité, 1983, p. 160-161  (ISBN 978-2-258-01152-6)